# Qafë-Mali
Qafë-Mali – wieś położona w północnej części Albanii w gminie Qafë-Mali. Wieś znajduje się 88 kilometrów od stolicy państwa, Tirany.

## Demografia
Według spisu ludności z 2001 roku we wsi Qafë-Mali mieszkało 1028 mieszkańców.